# María Dolores Rodríguez Sopeña Ortega
Maria Dolores Rodriguez Sopena Ortega (ur. 30 grudnia 1848 w Vélez-Rubio, zm. 10 stycznia 1918 w Madrycie) – hiszpańska Błogosławiona Kościoła katolickiego.

## Życiorys
Urodziła się jako czwarte z siedmiorga dzieci swoich rodziców. Była katechetką w więzieniu dla kobiet. W 1873 roku wyjechała z rodzicami na Kubę, tam swą posługę rozpoczęła od opieki nad chorymi. W 1877 roku zmarła jej matka wówczas razem z rodziną wróciła do Madrytu, a w 1883 roku zmarł jej ojciec. Wtedy wstąpiła do jednego madryckich klasztorów, jednak po 10 latach opuściła nowicjat. Założyła Stowarzyszenie Apostolstwa Świeckiego. Zmarła w opinii świętości.
Została beatyfikowana przez papieża Jana Pawła II w dniu 23 marca 2003 roku.